# Friedrich Stuhlmann

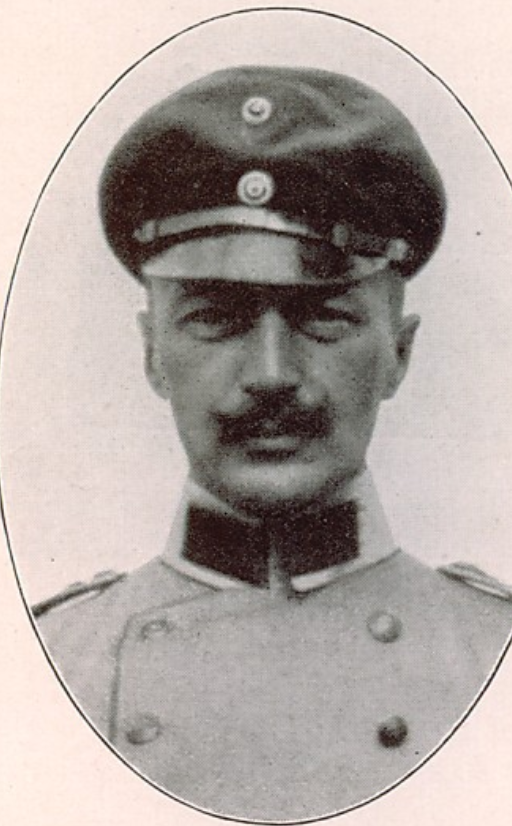
Friedrich Stuhlmann

Friedrich Edmund Konstantin Stuhlmann (* 22. Juli 1875 in Groß Wanzleben; † 10. August 1952 in Berlin) war ein deutscher Oberstleutnant, Bibliothekar und Militärhistoriker.

## Leben
Friedrich Stuhlmann war ein Sohn des Apothekers Friedrich Stuhlmann († 1918) und dessen Ehefrau Johanne, geborene Leiste († 1879). Er besuchte Gymnasien in Münster, Quedlinburg und Blankenburg.
Von 1896 bis 1919 diente er in der Sächsischen Armee. 1910 war er als Oberleutnant Adjutant im 6. Feldartillerie-Regiment Nr. 68 in Riesa. Mit Patent vom 18. November 1911 wurde zum überzähligen Hauptmann befördert und am 20. März 1912 zum Chef der 5. Batterie ernannt. In dieser Eigenschaft nahm Stuhlmann nach der Mobilmachung im August 1914 mit seinem Regiment an den Kämpfen an der Westfront teil. Während der Stellungskämpfe in Flandern wurde er im März 1916 zum Kommandeur der II. Abteilung ernannt und übernahm Ende Februar 1917 in gleicher Funktion die neugeschaffene III. Abteilung. Stuhlmann avancierte Anfang August 1917 zum Major und verlegte mit seinem Verband an die Isonzofront. Im Januar 1918 kehrte das Regiment an die Westfront zurück und nahm an der Großen Schlacht in Frankreich teil. Nach Beendigung der deutschen Offensive wirkte Stuhlmann Ende April 1918 beim Angriff auf Hangard in besonderer Weise und wurde dafür am 10. Mai 1918 mit dem Ritterkreuz des Militär-St.-Heinrichs-Ordens beliehen.
Nach Kriegsende und der Demobilisierung des Regiments war Stuhlmann bis Herbst 1920 Vorstand des Artillerie-Depots in Leipzig und schied anschließend mit dem Charakter als Oberstleutnant aus der Armee aus.
1897/98 hatte er bereits an der Universität Lausanne studiert und studierte von 1919 bis 1921 Geschichte, Geographie und neuere Sprachen an der Universität Leipzig. Er promovierte 1921 mit dem Thema Die kgl. sächs. mobile Brigade im deutschdänischen Feldzug 1849 zum Dr. phil. und wurde am 1. April 1921 Volontär. Ein Jahr später erhielt er sein Bibliothekar-Examen.
Von August 1922 bis Anfang 1923 war Stuhlmann an der Deutschen Bibliothek Leipzig tätig und ging bis Februar 1924 zu Karl Franz Koehler. Anschließend war er bis zu seiner Pensionierung 1936 Angestellter der Deutschen Heeresbücherei in Berlin.
Stuhlmann veröffentlichte u. a. zahlreiche militärwissenschaftliche und -historische Bücher und veröffentlichte zusätzlich in Fachzeitschriften, wie z. B. in Wehr und Waffen und der Militärwissenschaftlichen Rundschrift.
Am 22. Februar 1902 heiratete er in Leipzig Johanna Lutteroth (* 1880).

## Schriften
- Das Kgl. Sächs. 6. Feldartillerie-Regiment Nr. 68. (= Erinnerungsblätter deutscher Regimenter), Verlag von Baensch Stiftung, Dresden 1927.
- Die Deutsche Heeresbücherei in Berlin. R. Eisenschmidt, 1927.
- Deutsche Wehrmacht. Kurt Möbius, 1933.
- Wehr-Lexikon. C. Heymanns, 1936.
- gemeinsam mit Hans-Hermann Kritzinger: Artillerie und Ballistik in Stichworten. Springer-Verlag, 1939, ISBN 9783642907944.
- Die Sprache des Heeres. Traditions-Verlag, 1939.
- Weltgeschichte in Zahlen. De Gruyter, 1948, mehrere Auflagen.